# Sebastián Contreras
Sebastián Andrés Contreras Jofré (Calama, Región de Antofagasta, Chile, 1 de enero de 1988) es un exfutbolista chileno que se desempeñaba como portero.

## Clubes
| Club                | País  | Año       |
| ------------------- | ----- | --------- |
| Cobreloa            | Chile | 2007-2009 |
| Rangers             | Chile | 2010      |
| Cobreloa            | Chile | 2011-2016 |
| Ñublense            | Chile | 2016-2019 |
| Deportes Concepción | Chile | 2020-2021 |